# Tropidoturris fossata
Tropidoturris fossata is een slakkensoort uit de familie van de Borsoniidae. De wetenschappelijke naam van de soort is voor het eerst geldig gepubliceerd in 1903 door Sowerby III.